# Patricia Morán
María Blanca Caridad Ogilvie Clark Peralta, conhecida como Patricia Morán (Tampico, 10 de setembro de 1925 – Cidade do México, 24 de outubro de 2022) foi uma atriz e dubladora mexicana.

## Carreira
Patricia começou a atuar ainda na década de 1940, em uma companhia de teatro itinerante. Em 1946, ganhou seu reconhecimento profissional, atuando no filme "Una Virgén Moderna", com Libertad Lamarque.
No início da década de 1950, atuou no clássico "Ángel Exterminador" de 1952, e no mesmo ano, em "Dos Vidas", que é considerado por muitos uns de seus últimos trabalhos.
Atuou também em diversas telenovelas, sendo um de seus destaques, Gutierritos, onde interpretava a jovem e sofrida Elena.

## Vida Pessoal
Patricia decidiu abandonar sua carreira artística pouco antes de seu casamento com o então governador de Chihuahua, Óscar Flores Sánchez, no qual foram casados por 18 anos.

## Morte
Patricia Morán faleceu em 24 de outubro de 2022, não sendo divulgada a causa de sua morte.